# 松阪音楽コンクール
松阪音楽コンクールもしくはMMCA音楽コンクールは松阪文化音楽協会が主催し中日新聞本社と三重テレビ放送が後援したピアノ独奏と連弾のためのコンクール。

## 概要
ピアノ教授で音楽学者でもあった市田儀一郎を審査委員長として1988年に第一回が開催された。開始当初は独奏部門のみ行われた。通常は年齢別に割って課題曲を選定するのが慣例であったが、このコンクールはその慣例を破り、16曲ほどの非常にやさしい課題曲から一番難しい課題曲を提示し、誰がどの課題曲を弾いても良いという画期的なシステムのコンクールであった。このシステムは最後まで守られていた。
第一位、第二位、といった受賞のシステムを止め、中日新聞社賞のように賞に名前がついたものを渡すシステムであったことも当時は非常に珍しかった。このシステムのため、よそで発生する空位を防ぐことができた。一番優秀な演奏をしたと認められた者に中日新聞社賞を渡していた。第二回より受賞者記念演奏会制度が開始されていた。
子供の数が増えるにつれコンクールも活性化し、予選と本選の二回制度になって、連弾部門も創設。連続出場者表彰制度もできるなど、三重県松阪市の誇る音楽文化になっていた。県外の参加者まで集っていた。
その後MMCA音楽コンクールにコンクール名を変えたが、元に戻していた。
市田儀一郎が亡くなり、松阪文化音楽協会が解散したためコンクールは第16回で閉会した。最後のコンクールは2018年であった。

## 中日新聞社賞受賞者一覧(抜粋)
- 第7回宮原祥子
- 第8回山田志保理
- 第9回中浴聡
- 第10回柏本たまき
- 第11回西山紗矢香
- 第12回山田志保理
- 第13回冨士澤桂英, 冨士澤沙椰(連弾)
- 第14回水谷結愛
- 第15回小見山治也
- 第16回小津紋